# Äspölaboratoriet

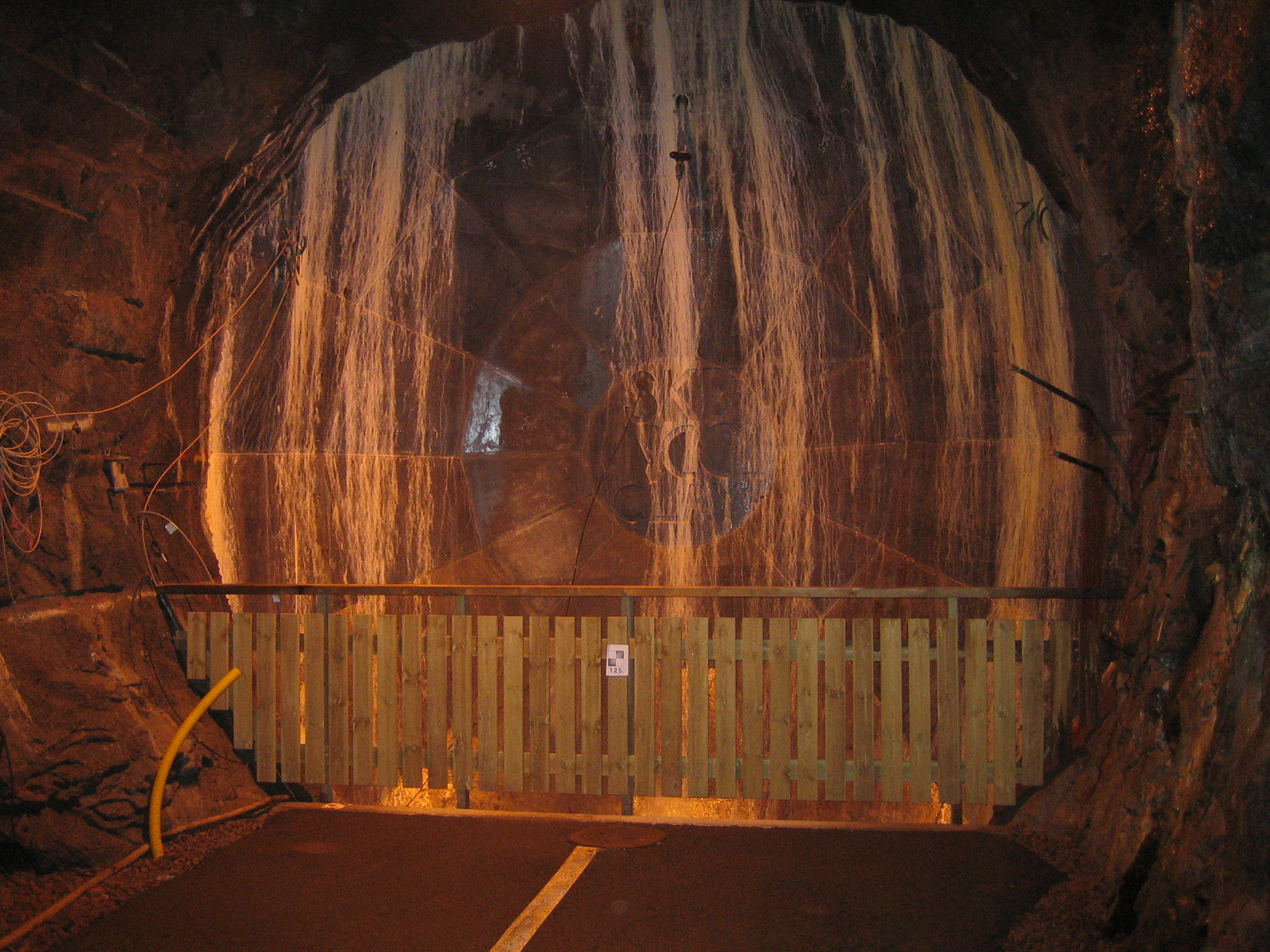
Tunnel förseglad med betongplugg i Äspölaboratoriet.

Äspölaboratoriet är ett delvis underjordiskt berglaboratorium på Äspö nära Oskarshamns kärnkraftverk i Oskarshamns kommun. Laboratoriet består av ett tunnelsystem på 460 meters djup, samt ett antal byggnader ovan jord. Anläggningen ägs och drivs av Svensk Kärnbränslehantering AB och är byggt för att testa olika metoder och möjligheter vid slutförvaring av använt kärnbränsle. Äspölaboratoriet har sedan färdigställandet även blivit ett populärt besöksmål. Sedan starten år 1995 har laboratoriet haft cirka 145 000 besökare.